# Ommatius signinipes
Ommatius signinipes là một loài ruồi trong họ Asilidae. Ommatius signinipes được Rondani miêu tả năm 1875. Loài này phân bố ở miền Ấn Độ - Mã Lai.